# Medium 霊媒探偵城塚翡翠
『medium 霊媒探偵城塚翡翠』（メディウム れいばいたんてい じょうづか ひすい）は、相沢沙呼による小説。城塚翡翠シリーズの第1作。
2019年9月12日に講談社より単行本が書き下ろしで刊行された後、2021年9月15日に講談社文庫にて文庫化された。第20回本格ミステリ大賞受賞など、ミステリランキング5冠を獲得した。
2022年10月期に日本テレビ系「日曜ドラマ」枠でテレビドラマ化された。

## 概要
プロローグ、エピローグと全4話のエピソードに加え、各話の間に「インタールード I - III」が挿入される構成となっている。『2020本格ミステリ・ベスト10』では本作は長編に分類されているが、大森望は「長編だが連作短編集のおもむきだ」としている。
最初『小説の神様』の続篇を依頼されていたころ、続篇ではなく『medium』の第一話のアイディアを思いついた。それでミステリの短篇を仕上げてしまおうと思い、第一話を発端から真相まで書いて担当編集者に送り、それが気に入ってもらえて、こちらを書くことになった。
相沢は当初、泡坂妻夫の「奇術探偵 曾我佳城」シリーズのオマージュで、本のタイトルを『霊媒探偵 城塚翡翠』にしようと考えていた。だが、講談社側から「キャラクター色のないアルファベットのタイトルをつけた方が、もっと広い読者にアピールできるはず」と提案があり、タイトルに「霊媒」「中間」「媒介」を意味する『medium』を付けることになった。
本作では、自らに課していた〝殺人を扱わない、マジックのネタをそのままミステリには仕立てない、作品にテーマを込める〟という三つのルールの一つを曲げて、初めて殺人事件を扱った。これについて相沢は「自分のルールに縛られたままでは、本格ミステリ好きの方々に強く支持される作品を書くのは難しいのかな、と思った」と述べている。
カバーイラストを遠田志帆、ブックデザインを坂野公一が担当した。初版帯は黒地に金箔押しで、フレーズ「すべてが、伏線。」が印字されている。このフレーズは講談社の担当編集者が考えたもので、相沢は担当編集者に「プロモーションで自らハードルを上げるようなマネはやめてくれ」と反対していた。だが、結果的には挑戦的な帯のフレーズに惹かれて本を読んだ人もいて、相沢は「いい方向に効いたと思います」と述べている。
第20回本格ミステリ大賞受賞、『このミステリーがすごい！ 2020年版』国内編1位、『2020本格ミステリ・ベスト10』国内ランキング1位、Apple Booksの「2019年ベストブック」ベストミステリー、「2019年SRの会ミステリーベスト10」1位の5冠を獲得した。また、2020年本屋大賞と第41回吉川英治文学新人賞の候補に選ばれた。

## あらすじ
第一話 泣き女の殺人
推理作家の香月史郎は、大学の後輩・倉持結花のつきそいで、霊能者に会うことになる。結花は占い師から、泣いている女に憑かれていると言われ、それから女が夢枕に立つようになり悩んでいた。美貌の霊媒師・城塚翡翠は不思議な力を香月と結花に見せ、夢枕の理由を探るために結花の家に行くことを提案する。翌週、香月は翡翠とともに結花の自宅に向かい、そこで頭から血を流した結花の遺体を発見する。
第二話 水鏡荘の殺人
香月は翡翠を連れて、小説家と編集者によるバーベキューパーティーに参加する。パーティーが行われた水鏡荘では、鏡に謎の女性が映るという怪異が発生していた。香月と翡翠は霊障の原因を調べるため、深夜までリビングにとどまる。翌朝、水鏡荘の家主・黒越篤の遺体が彼の仕事場で発見される。翡翠は香月に突然「犯人は、別所さんです」と告げる。翡翠は霊視したというが証拠は何もなく、香月は困惑する。
第三話 女子高生連続絞殺事件
香月はサイン会に現れた女子高生・藤間菜月に、自分の高校の二人の女子生徒が犠牲になった連続殺人事件を解決してほしいと懇願される。香月は捜査一課の鐘場正和に連絡を取り、翡翠や捜査一課の若手刑事・蛯名海斗とともに、遺体が発見された公園と工事現場跡地を回り、高校を訪問して生徒から話を聞く。だが犯人が見つからないうちに第三の事件が発生し、菜月が犠牲になってしまう。
最終話 VSエリミネーター
香月は連続死体遺棄事件の被害者の遺族から、殺人鬼を捕まえてほしいと依頼される。4年前から関東で発生している、20代の女性を狙ったシリアルキラーによる殺人事件。いまだ殺害現場が特定されていないため、殺された場所にいる霊を呼び出すという翡翠の降霊の能力は使えず、翡翠は犯人にたどり着けないだろうと香月は考えていた。一方、翡翠は連続殺人鬼・鶴丘文樹に命を狙われていた。

## 登場人物
香月史郎（こうげつ しろう）
主人公。推理作家。大学時代は写真サークルに入っていた。
過去に自身の小説が現実の事件で模倣され、作家の視点で気づいたことが犯人逮捕につながり、それ以降も警察に非公式で捜査協力を求められるようになった。
翡翠の力を借りながら、論理的に推理して事件を解決していく。
城塚翡翠（じょうづか ひすい）
20歳くらいの容姿端麗な女性。黒髪で瞳は翠色。
自らを死者の言葉を伝えることができる「霊媒」と名乗り、都心のタワーマンションに自宅兼仕事場をかまえ、無償で死者に関する相談に乗っている。
香月に、自分は普通の死を迎えることができないと予感を告げる。
鐘場正和（かねば まさかず）
警視庁捜査一課の刑事。階級は警部。
香月に捜査が行き詰まった事件の捜査情報を提供し、アドバイスを求める。
千和崎真（ちわさき まこと）
翡翠の助手をつとめる、20代後半くらいの女性。翡翠と同居している。

### 第一話 泣き女の殺人
倉持結花（くらもち ゆいか）
香月の大学の後輩で、元写真サークル。デパートの受付嬢。
大学卒業後の香月が写真サークルに呼ばれて立ち寄ったところ、在学中の彼女がいて仲良くなった。
小林舞衣（こばやし まい）　
結花の友人。香月の大学の後輩で、元写真サークル。
ブライダルプロデュース会社に勤めている。
西村玖翔（にしむら くうと）
舞衣の同僚。
立松五郎（たてまつ ごろう）
空き巣の常習犯。捜査三課にマークされている。

### 第二話 水鏡荘の殺人
黒越篤（くろごし あつし）
水鏡荘の家主。大学で民俗学を教えていた高名な怪奇推理小説家。
新谷由紀乃（しんたに ゆきの）　
黒越の元教え子。化粧品コミュニティサイトの運営会社で働く。
別所幸介（べっしょ こうすけ）　
黒越の元教え子。作家志望で黒越の弟子。
有本道之（ありもと みちゆき）
K社の編集者。
森畑貴美子（もりはた きみこ）
家政婦。水鏡荘の近くに住んでいる。

### 第三話 女子高生連続絞殺事件
藤間菜月（ふじま なつき）
高校2年生。写真部。放送委員。香月の小説の読者。
武中遥香（たけなか はるか）　
菜月が高校1年生のときに亡くなった同学年の生徒。写真部。美化委員。
北野由里（きたの ゆり）　
高校2年生。第二の事件の被害者。帰宅部。図書委員。
蛯名海斗（えびな かいと）
警視庁捜査一課の刑事。階級は巡査部長。大学生くらいに見える。
石内（いしうち）
写真部の男性顧問。
蓮見綾子（はすみ あやこ）　
高校3年生。写真部の部長。図書委員。
藁科琴音（わらしな ことね）
高校3年生。水泳部。図書委員長。
吉原さくら（よしはら さくら）
高校2年生。写真部。

### インタールード / 最終話 VSエリミネーター
鶴丘文樹（つるおか ふみき）
巷を騒がせる連続殺人鬼。20代の女性を標的とする。

## 書誌情報
- 相沢沙呼『medium 霊媒探偵城塚翡翠』
  - 単行本：2019年9月10日発行（2019年9月12日発売[14]）、講談社、ISBN 978-4-065-17094-6
  - 文庫本：2021年9月15日発行（同日発売[15]）、講談社文庫、ISBN 978-4-065-24971-0

## オーディオブック
2020年9月28日より、オトバンクが運営する「audiobook.jp」から配信されている。

### キャスト（オーディオブック）
- 城塚翡翠 - 古賀葵[17]
- 香月史郎・朗読 - 赤羽根健治[17]
- 千和崎真 - 田澤茉純[17]
- 鐘場正和 - 佐東充[17]
- 結花 - 緒方佑奈[17]
- 舞衣 - 小田果林[17]
- 由紀乃 - 赤星真衣子[17]
- 黒越 - ボルケーノ太田[17]
- 別所 - 大谷翔太郎[17]
- 菜月 - 有住藍理[17]
- 蝦名 - 佐藤元[17]
- 琴音 - 幸村恵理[17]

## 漫画
作画は清原紘が担当し、『月刊アフタヌーン』2022年11月号より2023年11月号まで連載。雑誌連載に先駆けて、第1話が『小説現代』2022年10月号に掲載された。
- 原作：相沢沙呼、漫画：清原紘 『medium 霊媒探偵城塚翡翠』 講談社〈アフタヌーンKC〉、全3巻
  1. 2022年11月22日発売[21]、ISBN 978-4-06-529596-0
  2. 2023年9月22日発売[22]、ISBN 978-4-06-532948-1
  3. 2023年10月23日発売[23]、ISBN 978-4-06-533330-3

## テレビドラマ
『霊媒探偵・城塚翡翠』（れいばいたんてい・じょうづかひすい）のタイトルで、2022年10月16日から11月13日まで日本テレビ系「日曜ドラマ」枠にて放送された。主演は清原果耶。
11月13日に全5話で最終回を迎えたのに続き、翌週11月20日から続編『invert 城塚翡翠 倒叙集』が放送されている。同一クール内でタイトルとビジュアルを一新し、同一主人公による新ドラマを放送するのは「連続ドラマ史上初の試み」である。
基本は一話完結形式であったが、第4・5話は連作になっており、第5話（『霊媒探偵・城塚翡翠』としての最終回）では、「すべてが、伏線。」のキャッチフレーズの謳い文句通り、第1話から4話までに描かれた様々な伏線が回収された。11月27日、最終回で回収されなかった伏線が、次作『invert 城塚翡翠 倒叙集』の特別編として放送された。
原作者の相沢沙呼が、第4話の脚本および第1 - 3話・5話の脚本協力で参加している。また、原作の挿画を担当する遠田志帆が、第3話でイラスト協力としてクレジットされており、『小説現代』2022年10月号に掲載された原作シリーズ短編「春の佩帯」の扉絵を加工したものが劇中で使用されている。

### あらすじ（テレビドラマ）
2022年9月28日、推理作家の香月史郎は霊媒師を名乗る女性・城塚翡翠と遊園地に来ていた。そこで翡翠から、彼女に妨ぎないようのない死が迫っていると予感を聞かされる。香月は、翡翠が世間を騒がせる殺人鬼「透明な悪魔」に命を奪われるのではないかと考える。
その3か月前、香月は警視庁の鐘場正和に呼ばれ、連続殺人事件の7人目の被害者が遺棄された山奥にいた。4年前から関東近県で発生している女性刺殺連続殺人事件で、犯人は全く手掛かりを残さず、マスコミから「透明な悪魔」と呼ばれていた。
そして香月は翡翠と出会う。霊能力を全く信じていなかった香月が、翡翠の力を目の当たりにし、次第に翡翠に心酔していく。

### キャスト（テレビドラマ）

#### 主要人物
城塚翡翠（じょうづか ひすい）
演 - 清原果耶
主人公。霊媒師を名乗る翠眼の女性。相談に来た客を赤くライトアップされた部屋に通し、無償で心霊に関するアドバイスを行っている。世間知らずのお嬢様。アシスタントの真と2人暮らし。香月の捜査に協力し、霊視で得たという殺人事件の解決につながるヒントを香月に与える。
正体は社会の敵を排除するという目的のために警察に協力する、本人いわく奇術師にしてインチキ霊媒師。盗聴で掴んだわずかな情報を基にコールド・リーディングで相手の素性を言い当て霊媒師と信用させ、香月をも凌駕する、ズバ抜けた洞察力と論理的思考で、瞬時に殺人事件の犯行状況と犯人を推理し、時には真のアシストを受けるなどして、霊媒の力で犯罪を言い当てたかのように香月を騙していた。
だが、香月からは「一瞬で推理なんてできるはずがない」と否定され、真も霊能力で真相を先に見抜いてから、後付けで論理を組み立てている可能性を指摘している。本当のところ彼女に霊能力はあるのか無いのか、真実は有耶無耶のまま終幕する。
香月史郎（こうげつ しろう）
演 - 瀬戸康史（幼少期：志水透哉）
推理作家。4年前に知り合った鐘場から度々警察の捜査への協力を依頼されるようになり、今は女性刺創連続殺人事件の捜査に助言している。翡翠と出会ってからは、翡翠から得た情報を手掛かりに事件を推理する。翡翠の理解者で常に紳士的に接する。
実は「透明な悪魔」の正体であり、本名は鶴丘文樹。小学生のときに、強盗に襲われた10歳年上の義理の姉・陽子に刺さったナイフを抜いてしまい、まだ息があった陽子が何かを言い残して失血死したため、陽子が自分を気遣いながら安らかに亡くなったのか、それとも自分を恨んで苦しみながら亡くなったのかを知るために、陽子と容姿、背格好が似通った女性ばかりを殺害していた。
千和崎真（ちわさき まこと）
演 - 小芝風花
翡翠のアシスタント。世間知らずな面がある翡翠を公私ともに支える。翡翠からは「真ちゃん」と呼ばれている。
その実態は翡翠のパートナーで、彼女が世間知らずのお嬢様キャラの霊媒師に見えるように芝居をしたり、変装して香月に気づかれずに翡翠をアシストしていた。翡翠に弱みを握られているため、彼女に協力している。
鐘場正和（かねば まさかず）
演 - 及川光博
警視庁捜査一課の警部。女性刺創連続殺人事件の捜査員で、香月に捜査協力を求める。頻繁にミントタブレットを噛み砕いて食べる。10年前、当時高校1年生だった娘の紅葉を通り魔に刺殺されている。
実は翡翠とは旧知の仲。香月の前で初めて翡翠と会ったときには、翡翠の素性を知りながら初対面のふりをして、以降も翡翠を信用していないかのようにふるまっていた。「透明な悪魔」を逮捕後、知らなかったとはいえ「透明な悪魔」本人に捜査情報を流していたことが問題となり、処分が下されることになる。
雨野天子（あまの てんこ）
演 - 田中道子
警視庁捜査一課の巡査部長。鐘場の部下。女性刺創連続殺人事件の捜査員。警察の捜査で警察外部の人間に捜査協力を求めることを快く思っていない。
鐘場や蛯名からは、翡翠の正体を教えられていなかった。
蛯名海斗（えびな かいと）
演 - 須賀健太（第3話 - ）
警視庁捜査一課の巡査部長。天子の先輩だが、童顔のために若く見られる。豊実高校の女子生徒が被害者となった連続絞殺事件では、自身が所属する係が担当する事件ではなかったが、香月のアテンド役を務めた。
鐘場と同じく翡翠の素性を知っていたが、香月には黙っていた。

#### ゲスト

##### 第1話
- 倉持結花（デパートの受付） - 田辺桃子[37]
- 小林舞衣（西村の同僚、結花の親友） - 福地桃子[37]
- 西村玖翔（ブライダルメーカーの社員） - 伊﨑右典[38]
- 立松五郎（空き巣の常習犯） - 内藤聖羽[39]
- 老婦人 - 加藤美智子
- 翡翠に声をかける男たち[40] - うえきやサトシ[41]、仲野温[42]
- 岩戸（『invert 城塚翡翠 倒叙集』で正体が明かされる女性） - 若月佑美（第4話）[注 4]

##### 第2話
- 黒越篤（怪奇推理作家） - 阪田マサノブ[43]
- 新谷由紀乃（元黒越のゼミ生） - 筧美和子[43]
- 別所幸介（黒越の弟子、若手推理作家） - 入江甚儀[43]（第5話）
- 有本道之（黒越の担当編集者） - 谷田部俊（我が家）[43]
- 森畑（家政婦） - 阿南敦子[44][45]
- 捜査員 - 上重聡（日本テレビアナウンサー）[46][47][注 5]
- 赤崎（水鏡荘の客） - 比佐仁[49][45]
- 新鳥（水鏡荘の客） - 望月雅行[50]
- 灰沢（水鏡荘の客） - 斉藤一平[49][45]

##### 第3話
- 藤間菜月（豊実高校2年生、写真部） - 當真あみ[51]
- 藁科琴音（豊実高校3年生、図書委員長） - 長澤樹[51]（第5話）
- 吉原さくら（豊実高校2年生、写真部） - 並木彩華[51]
- 宮崎楓（豊実高校2年生、写真部） - 椿[52]
- 武中遥香（豊実高校1年生、第1の事件の被害者） - 門馬史織[53]（第5話）
- 北野由里（豊実高校2年生、第2の事件の被害者） - 木村桃花[54]（第5話）
- 石内（豊実高校の教諭、写真部の顧問） - 武田航平[55]
- 蓮見綾子（豊実高校3年生、写真部の部長） - 井頭愛海[55]

##### 第4話
- 鐘場紅葉（鐘場正和の亡娘） - 佐藤愛桜

##### 第5話
- 鶴丘陽子（鶴丘文樹の義理の亡姉） - 秋谷百音[56][57]
- 母親と迷子の子供 - 坂野真理[58]、田中寛人[59]

### スタッフ
- 原作 - 相沢沙呼『medium 霊媒探偵城塚翡翠』（講談社文庫）
- 脚本 - 佐藤友治、相沢沙呼
- 脚本協力 - 相沢沙呼[注 6]
- 演出 - 菅原伸太郎、南雲聖一
- 音楽 - Justin Frieden
- 主題歌 - 福山雅治「妖」（アミューズ / ユニバーサルJ）[60][61]
- 警察監修 - 大橋菊夫
- アクションコーディネート - 柴原孝典
- チーフプロデューサー - 田中宏史、石尾純
- 統括プロデューサー - 荻野哲弘
- プロデューサー - 古林茉莉、柳内久仁子（AX-ON）
- 協力プロデューサー - 藤村直人
- 制作協力 - AX-ON
- 製作著作 - 日本テレビ

### 放送日程
| 話数                                                                        | 放送日   | サブタイトル           | ラテ欄                                            | 原作                 | 脚本              | 演出       | 視聴率 |
| --------------------------------------------------------------------------- | -------- | ---------------------- | ------------------------------------------------- | -------------------- | ----------------- | ---------- | ------ |
| #01                                                                         | 10月16日 | Iced Coffee            | “霊が視える”ヒロインが推理作家と事件に挑む        | 泣き女の殺人         | 佐藤友治          | 菅原伸太郎 | 6.4%   |
| #02                                                                         | 10月23日 | Grimoire               | 幽霊屋敷で殺人! 残り1時間… 親友の冤罪を晴らせ!!   | 水鏡荘の殺人         | 佐藤友治          | 菅原伸太郎 | 4.8%   |
| #03                                                                         | 10月30日 | Scarf                  | セーラー服で潜入!? 女子高生連続絞殺事件 涙の降霊… | 女子高生連続絞殺事件 | 佐藤友治          | 南雲聖一   | 5.1%   |
| #04                                                                         | 11月06日 | VS. Eliminator PartⅠ   | 遂に連続殺人鬼と最終決戦… 意外な犯人              | vsエリミネーター     | 相沢沙呼 佐藤友治 | 菅原伸太郎 | 4.9%   |
| #05                                                                         | 11月13日 | VS. Eliminator Part II | 今夜衝撃ネタバレ 登場人物全員嘘つき… 悪魔は誰!?   | vsエリミネーター     | 佐藤友治          | 菅原伸太郎 | 5.3%   |
| 平均視聴率 5.3%（視聴率はビデオリサーチ調べ、関東地区・世帯・リアルタイム） |          |                        |                                                   |                      |                   |            |        |

| 日本テレビ系列 日曜ドラマ                                                                | 日本テレビ系列 日曜ドラマ                                             | 日本テレビ系列 日曜ドラマ                                                 |
| 前番組                                                                                   | 番組名                                                                | 次番組                                                                    |
| ---------------------------------------------------------------------------------------- | --------------------------------------------------------------------- | ------------------------------------------------------------------------- |
| 新・信長公記 〜クラスメイトは戦国武将〜 （2022年7月24日 - 9月25日） - 【読売テレビ制作】 | 霊媒探偵・城塚翡翠 （2022年10月16日 - 11月13日） - 【日本テレビ制作】 | invert 城塚翡翠 倒叙集 （2022年11月20日 - 12月25日） - 【日本テレビ制作】 |